# Vache I Mamicônio
Vache I Mamicônio (em armênio/arménio: Վաչե Մամիկոնյան) foi um asparapetes (comandante-em-chefe) do Reino da Armênia e líder da família Mamicônio.

## Nome
O nome Vache (Vačʻē) tem origem iraniana e é uma abreviação dos nomes relacionados Vachaque (Վաչակ, Vachak) e Vachagã (Վաչագան, Vačʻagan). Em sua forma longa, deriva do persa médio waččag, que significa "jovem, criança, novato filhote".

## Vida
Vache era filho de Artavasdes I, o mais antigo membro conhecido da família Mamicônio, que foi asparapetes por volta de 300. O rei Cosroes III (r. 330–339) confiou-lhe com a missão de acabar com a guerra feudal que opôs as famílias Manavázio e Ordúnio. Belicoso, Vache realizou a tarefa e exterminou as duas casas rivais. Em seguida, com ajuda do general romano Antíoco, repeliu a invasão de Sanatruces e debelou a rebelião de Bacúrio, vitaxa de Arzanena; Sanatruces e Bacúrio foram apoiados pelo Império Sassânida, obrigando o rei e o católico Vertanes I, o Parto (r. 327/333–341/342) a se refugiarem na fortaleza de Terua.
Os Besnúnios, outra família nobre, traíram a Armênia em favor da Pérsia, e lançaram uma invasão ao lago de Vã. Cosroes III, em seguida, liderou o exército do reino com dois de seus generais, Vache e Vaanes I Amatúnio, para repelir os persas e punir a família traiçoeira, que foi exterminada. Pouco depois, o exército armênio sofreu séria derrota na qual Vache foi morto.

## Posteridade
Segundo Cyril Toumanoff, Vache foi pai de:
- Artavasdes ou Artavasdes II, asparapetes morto em 350, que o sucedeu;
- Uma princesa casada com Arsabero I Camsaracano;
- Outra princesa, casada com Antíoco II, príncipe de Siúnia.

Além destes três filhos, Christian Settipani acrescenta um hipotético príncipe Artaxias, pai de Manuel Mamicônio.